# Синдбад (телесериал)
«Синдба́д» (англ. Sinbad) — британский телесериал в жанрах боевик и приключения, выходящий на телеканале Sky1 с 8 июля 2012 года. Первый сезон содержит 12 эпизодов. Сделан компанией Impossible Pictures, той же компанией, что делала Walking with Dinosaurs и Primeval. Главного героя Синдбада исполнил Эллиот Найт. 27 февраля 2013 года Sky объявил о закрытии сериала после первого сезона.

## Сюжет
После того, как Синдбад случайно убил (на самом деле — не он) сына богатого и влиятельного лорда Акбари в кулачном бою, брата Синдбада убили по приказу Акбари у него на глазах — в качестве долга крови. Синдбаду удалось сбежать, однако его бабушка наложила на него проклятие с помощью ожерелья, которое должно послужить наказанием Синдбада за то, что по его вине погиб его брат. Проклятие состоит в том, что если Синдбад останется на суше дольше суток (одного дня и одной ночи), ожерелье задушит его. Это приводит к тому, что он отправляется в путешествие, где его ждут приключения, загадки и магия. Однако лорд Акбари всё ещё продолжает охоту за ним, а море содержит не только чудеса, но и опасности.

## Актёры и персонажи
| Актёр/Актриса   | Персонаж         | Эпизоды    |
| --------------- | ---------------- | ---------- |
| Эллиот Найт     | Синдбад          | 1-12       |
| Дмитри Леонидас | Анвар            | 1-12       |
| Мэрама Корлетт  | Рина             | 1-12       |
| Эллиот Коуэн    | Гуннар           | 1-12       |
| Юникс Инносиан  | Кок              | 1-12       |
| Дженет Сазман   | бабушка Синдбада | 1-8        |
| Эстелла Дениэлс | Нала             | 1-7        |
| Таппенс Мидлтон | Пума             | 9-12       |
| Орла Брейди     | Тарин            | 1-7, 11-12 |
| Навин Эндрюс    | лорд Акбари      | 1-7        |
| Игаль Наор      | Emir             | 1, 2, 4, 6 |
| Роберт Гилберт  | Tazeem           | 1, 2, 4, 7 |
| Девон Андерсон  | Джамиль          | 1, 12      |
| Софи Оконедо    | Разия            | 2          |
| Тимоти Сполл    | Anicetus         | 4          |
| Дугрей Скотт    | Отец Ла Стесса   | 11         |
| Мэтью Хорн      | Филиппе          | 11         |
| Эванна Линч     | Элена            | 12         |

## Производство
В августе 2010 года директор Sky1, Стюарт Мёрфи анонсировал появление нескольких новых телесериалов, включая 12-серийный многомиллионный проект про Синдбада-морехода, создаваемый компанией Impossible Pictures, известная созданием научно-фантастического сериала Портал юрского периода для канала ITV. Заявление было сделано в надежде на репутацию Sky1 в показе преимущественно зарубежных сериалов, чтобы «сместить бюджет» в сторону «земных уровней траты». Также было заявлено, что сериал планируется, как имеющий «амбиции Lost и темп 24». Съёмки начались на Мальте в феврале 2011 года.

## Вещание и критика
Стюарт Мёрфи, руководящий проектом, объяснил, что шоу предложит альтернативный взгляд на персонажа и историю, которая может привлечь «более молодую, клёвую семью, которой нравятся сексуальные и крутые герои.» Телесериал был изначально задуман для показа на осень 2011 года, но по неизвестным причинам показ был отложен до лета следующего года. Сериал стартовал на Sky1 8 июля 2012 года в 19:00. Первый эпизод смотрели 1.06 миллионов зрителей, что составило 4,7 % от всей аудитории. Достигнув пика на 1.25 миллионов зрителей, шоу стало обладать самым высоким рейтингом на платном телевидении в вечерне-ночное время. Первый эпизод увидел значительный успех, что было видно по финальному количеству зрителей, около 1,914. Однако в последующие недели последовал постепенный спад.
Sinbad был также продан другим телевизионным сетям по всему миру, начиная с BBC Worldwide. Во Франции премиум-канал Canal+ заранее купил права на показ сериала в феврале 2012 года. Bell Media, канадская вещательная сеть, купила Sinbad и показана на своём канале Space. Nine Network также купила права на показ сериала в Австралии. Однако позже BBC забрала права от Nine и продала их Australian Broadcasting Corporation вместо этого, которая запустила сериал в эфир 8 сентября 2012 года. Syfy приобрела права на трансляцию сериала в США.

## Эпизоды
| № | Название                                              | Режиссёр     | Сценарист                   | Дата показа в Великобритании | Зрители Великобритании (миллионы) |
| --- | ----------------------------------------------------- | ------------ | --------------------------- | ---------------------------- | --------------------------------- |
| 1 | «Pilot» «Пилот»                                       | Энди Уилсон  | Джек Лотиан                 | 8 июля 2012                  | 1.914                             |
| В городе Басра Синдбад (Найт) на уличном бойцовском ринге подрался с молодым человеком, который оказался сыном лорда Акбари (Эндрю). Схватка обернулась смертью его сына и Синдбад и его брат Джамил (Андерсон) были схвачены стражей по приказу Акбари, который приказал убить Джамила в качестве мести. Акбари всё равно считает, что долг крови не выплачен, пока жив Синдбад. Однако тот сбегает, но его бабушка (Джанет Сазман) надевает на него амулет-проклятие, которое изгоняет его в море; если он проведёт на суше больше одного дня и одной ночи, он умрёт. Он сбегает на корабле, зовущемся Провидение англ. Providence), но в первую же ночь на корабль напали морские демоны и шторм почти весь экипаж корабля и пассажиров. В живых остались северянин Гуннар (Коуэн), воровка и беглянка Рина (Корлетт), богатая африканка Нала (Дэниелс), корабельный доктор Анвар (Леонидас) и Кок (Иносиан). |                                                       |              |                             |                              |                                   |
| 2 | «Queen of the Water-Thieves» «Королева Водяных воров» | Энди Уилсон  | Джеймс Дормер               | 15 июля 2012                 | 1.463                             |
| Акбари организует охоту на Синдбада и заручается помощью волшебницы Тарин (Брейди). Тем временем экипаж Провиденья захвачен диким племенем, известным, как "Водяные воры", и был отвезён на их остров, дом ранее процветавшей цивилизации, от которого остались лишь руины. Они встречаются с королевой Воров Разией (Оконедо), которая берёт Синдбада в любовники. Он узнаёт от её сына, что он будет убит, как и все предыдущие её любовники. Тем временем Разия организует для своих людей пир, на котором будут съедены другие члены команды. Незадолго до того, как амулет убьёт его, Синдбад организует побег своей команды, с помощью огромной птицеподобной твари, которую Разия держала в заключении. В ходе побега сын Разии умирает от рук одного из племени. Шеф-повар корабля, который прятался под палубой, убил Водяных Воров, что были на корабле, до того, как их корабль отошёл от острова. Тем временем Разия собиралась сражаться с убийцей её сына. |                                                       |              |                             |                              |                                   |
| 3 | «House of Games» «Дом игр»                            | Брайан Грант | Стив Томпсон                | 22 июля 2012                 | 1.317                             |
| Команда просит у торговца Абдулу Фахима еды и воды в их путешествии, но вместо этого Фахим обманом вынуждает Анвара отдать Провидение в его руки. Чтобы вернуть корабль до того, как Синдбада убьёт амулет, команда отправляется в волшебный игральный дом. Синдбад выигрывает корабль обратно, но владельцы дома, Эссам и Фарис (оба сыграны Иеном Макки), заключают команду и играет на их жизни. Когда они узнают про проклятие Синдбада, они предлагают ему выбор - найти и освободить своих друзей или покинуть остров одному. Тот выбирает первое и успевает до восхода. Когда владельцы начинают спорить о том, отпустить ли им Синдбада, Рина помогает Синдбаду выбраться из игорного дома. Тем временем Тарин делает зелье, которое позволяет ей увидеть Синдабада. Когда Акбари пробует зелье, у него не получается увидеть Синдабад, поскольку группа была защищена магическим барьером игорного дома. В гневе Акбари изгоняет Тарин из города. |                                                       |              |                             |                              |                                   |
| 4 | «Old Man of the Sea» «Старый человек в море»          | Энди Уилсон  | Джеймс Дормер               | 29 июля 2012                 | 1.153                             |
| Корабль остановлен в море из-за штиля и вода у них кончается. Кок сильно обезвожен. Они находят неподалёку корабль и спасают единственного живого с него, Аникетуса (Сполл), которого Нала, судя по всему, узнаёт. Как только Аникетус взошёл на борт, у всех начинаются галлюцинации. Анвар осознаёт, что Аникетус - персонификация Смерти; он пришёл потребовать Налу, как свою невесту из-за сделки, которую с ним совершили её люди, и в качестве платы за воскрешение её отца. Однако Нала осознаёт, что Смерть ничего не знает о её печали и обманывает её, и разрывает сделку. После поражения Смерти начинает лить дождь, что восстановило запасы воды команды. Тем временем Тарин убеждает Акбари, что она знает, куда направляется Синдбад. |                                                       |              |                             |                              |                                   |
| 5 | «Hunted» «Преследуемые»                               | Брайан Грант | Джек Лотиан                 | 5 августа 2012               | 1.003                             |
| В ходе короткой экскурсии по одному из портовых городов Сндбад и команда обнаруживают стражу Басры в городе, охотящихся за Синдбадом. Анвар, Нала и Рина отправляются на Провидение, но их схватывают. Когда Тарин узнаёт о проклятии Синдбада, она создаёт "Фамильяра", существо, которое может чувствовать местонахождение Синдбада, а также его эмоции. Тем временем Гуннар и Синдбад двигаются своим путём, однако Гуннара схватывают воины, известные как "Кхайма". Их лидер Обсидиан (Карстен Нёргор) приговаривает его к смерти за его прошлое, как варвара-викинга. Когда Синдбад вмешивается, не давая убить Гуннара, прибывает на место и Фамильяр, и поскольку Тарин потеряла контроль над ним, существо теперь убьёт Синдбада. Гуннар убеждает Обсидиана отпустить его, чтобы помочь Синдбаду. Гуннару удаётся убедить Синдбада, что справиться с существом он сможет лишь справившись со своим гневом. Обсидиан решает простить Гуннара за его самоотверженность и предлагает ему место среди Кхайма, но он отклоняет его. Анвар, Кок, Нала и Рина сбегают, одолев стражу и освобождают Тарин, которая увидела будущее Синдбада, в котором Провидение прибывает в брошенный город, где команда встречает юную женщину, которую Тарин, судя по всему, узнаёт. |                                                       |              |                             |                              |                                   |
| 6 | «The Siren» «Сирена»                                  | Брайан Грант | Харриет Уорнер              | 12 августа 2012              | 0.996                             |
| Исследуя возможный урон кораблю, Синдбад выпал за борт, но был спасён женщиной с острова неподалёку, по имени Ройсин (Джорджия Кинг). Нала и Гуннар обнаруживают, что Синдбад жив, но не хочет покидать остров. Вскоре оказывается, что Ройсин на самом деле морское создание, которое лишь приняло облик человека и забирает их воспоминания, включая те, что о бабушке Синдбада, что сняло проклятие. Когда Кок узнаёт о секрете Ройсин, Анвар и Рина возвращаются на остров и находят Ройсин и Синдбада в храме. там Рина побеждает Ройсин, вспомнив о самом чёрном дне в её жизни - когда она была продана в рабство родителями. После этого Синдбад возвращает воспоминания, равно как и проклятие. Тем временем в Басре бабушка Синдбада был схвачена. Акбари убивает своего старшего брата Эмира (Наор) после попытки того изгнать из города Акбари за то, что тот оставил Тарин в городе. Тарин затем использует заклинание, чтобы послать Синдбаду просьбу о помощи от его бабушки. |                                                       |              |                             |                              |                                   |
| 7 | «Homecoming» «Возвращение домой»                      | Энди Уилсон  | Нил Бисвас и Джек Лотиан    | 19 августа 2012              | 1.065                             |
| Синдбад возвращается в Басру, чтобы спасти свою бабушку. По прибытии в город он узнаёт, что Акбари становится новым Эмиром и уничтожает все формы научного значния в пользу магии. Анвар и Рина пытаются спасти родителей Анвара, но обнаруживают, что Акбари им заплатил и Рину схватывают, но она после этого сбегает. Тем временем Синдбад заручается помощью Тазима (Роберт Гилберт), стражника Басры и его друга детства. Тарин призывает древнее существо из тени, которое схватывает Налу и Гуннара. Синдбада находит свою бабушку заточённой в магическом поле, но амулет не даёт ему приблизиться к ней. Он предупреждает Синдбада, что это он должен прятаться от Тарин. Синдбад и Акбари дерутся, однако после поражения Акбари Синдбад извиняется за смерть его сына и прощает его за убийство его брата Джамила, что снимает проклятие. Тарин убивает Акбари после того, как тот прощает Синдбада и говорит ему, что, хотя он верил, что это она ему служит, на самом деле всё было совсем наоборот. Бабушка Синдбада покинула магическое поле и разбила магическую руну, что контролировала теневое существо, но умирает в процессе. И Тарин и бабушка Синдбада признаю, что есть некий секрет о Синдбаде. Теперь они свободны, но команда Провидения и Синдбада решают продолжить путешествия, лишь Нала решила остаться в Басре.                                                          |                                                       |              |                             |                              |                                   |
| 8 | «Kuji» «Куджи»                                        | Колин Тиг    | Джек Торн                   | 26 августа 2012              | 1.139                             |
| На свой день рождения подавленный Анвар начинает сомневаться в своём месте в группе. Тем временем команда Провидения обнаруживает древний магический сундук на покинутом острове, возле которого разбился корабль. В сундуке они обнаруживают юную женщину, назвавшуюся Куджи (Ханна Тойнтон), которая заявился, что является божеством. После ночи, проведённой на острове, они обнаруживают, что остров населён и они окружены армией, угрожающей убить их всех, если они не отдадут им Куджи. Когда они отказываются, армия убивает всех, кроме Анвара, который отказывается оставить её. Куджи затем раскрывает тот факт, что всё это было испытанием храбрости Анвара и его роли в группе. Чувствуя себя преуспевшей, он воскрешает остальных и исчезает. |                                                       |              |                             |                              |                                   |
| 9 | «Eye of the Tiger» «Глаз Тигра»                       | Колин Тиг    | Джек Лотиан и Джеймс Дормер | 2 сентября 2012              | 0.934                             |
| Синдбад отправляется на поиски магического камня, который раскрывает будущее, поскольку хочет узнать о своей судьбе. Группа встречает Риффа (Ли Инглеби), который также желает обладать камнем, поскольку его отец является Гроссмейстером камня и запрещает Риффу воспользоваться им. Он соглашается помочь им украсть его. Однако они были пойманы Гроссмейстером, который отдаёт приказ убить Синдбада, поскольку видел будущее, в котором стоит возле него умирающего и держит окровавленный меч. Рифф отравляет Синдбада, а на самом деле усыпляет - это была хитрость, организованная Тигрой (Таппенс Миддлтон), охотницей за наградой, которую послала Тарин, чтобы она вернула его в Басру. Она надевает на его шею ожерелье, которое убьёт его, если он далеко отойдёт от неё. Однако Синдбад догадывается, что Тигре он нужен живой любой ценой, и убеждает её помочь ему с поиском камня. Рифф затем обманывает своего отца, чтобы тот отвёл его к камню и затем убивает его, после чего Синдбад отбирает у него меч, и всё происходит, как в видении Гроссмейстера. Синдбад решает уничтожить камень и в процессе видит множественные версии будущего. На корабле он рассказывает коку о его видении о заброшенном городе, где его брат Джамил с ним, живой. Кок рассказывает Синдбаду, что он видел Землю мёртвых и должен отправиться туда. Синдбад убеждает Тигру присоединиться к группе. |                                                       |              |                             |                              |                                   |
| 10 | «For Whom the Egg Shatters» «Для кого яйцо бьётся»    | Колин Тиг    | Ричард Курти и Бев Дойл     | 9 сентября 2012              | 0.940                             |
| Тигра заключает сделку с учёной (Никки Амука-Бёрд) об охраняемой перевозке огромного яйца на необитаемый остров для экспериментов по искоренению чумы, переносимой крысами. Однако в пути яйцо разбивается и из него вырывается огромное змееподобное существо. Оно очень быстро растёт и ему нужно питаться людьми, чтобы расти. Учёная теряет руку от одной за атак существа. Анфар узнал, что учёная работает с радикальным исследователем. Команда решает выманить существо, пока оно не стало слишком большим. После того, как учёная добровольно позволила существу съесть её, Анвар осознал, что она нашла способ объединить себя с существом. Кок вспоминает, что у учёной аллергия на орехи, и Синдбад пускает стрелу, смазанную ореховой пастой, в змею, тем самым убивая её. |                                                       |              |                             |                              |                                   |
| 11 | «Fiend or Friend?» «Злодей или друг?»                 | М. Т. Адлер  | Харриет Уорнер              | 16 сентября 2012             | 0.936                             |
| Команда Провидения добирается до монастыря, в котором находит друга Тигры, брата Анджелико, у которого есть карта к Земле Мёртвых. Однако Анджелико говорит, что карты нет. Гуннар, не желая быть больше частью группы, решает остаться и стать торговцем шелка. Он влюбляется во вдову по имени Лара (Миранда Рейсон). Однако группа узнаёт, что остров терроризирует монстр, известный как Демон (англ. Fiend). Гуннар схвачен и обвинён отцом Ла Стессой (Дугрей Скотт) в том, что он Демон. Синдбад предлагает найти настоящего Демона до захода солнца или конгрегация Ла Стессы убьёт Гуннара. Они находят, что это местный бармен, Филипп (Мэттью Хорн), - Демон но Лара раскрывает правду о том, что Ла Стесса контролирует его. Синдбад обманов заставляет Демона убить Ла Стессу и команда убеждает бармена контролировать его трансформации. Тем временем Тарин, переодетая монахиней, спрашивает Анджелико указаний, как попасть в Землю Мёртвых. Когда он отказывается, она убивает его. Тигра находит, что карта на самом деле существует, когда лунный свет раскрывает нарисованную мелом карту во дворе монастыря. Однако Тарин при этом вселяется в Тигру. |                                                       |              |                             |                              |                                   |
| 12 | «Land of the Dead» «Земля мёртвых»                    | Оффер, Майкл | Джек Лотиан                 | 23 сентября 2012             | 0.875                             |
| Будучи в пути к Земле Мертвецов, флэшбек показывает причину, по которой Тарин хочет попасть туда - чтобы спасти свою дочь Алену (Эванна Линч). Провидение прибывает на место после попадания в водоворот. Команда вступает в заброшенный подземный город, где Синдбад обнаруживает область, патрулируемую гигантскими Стражами, один из которых схватывает его. Тем временем Гуннар подмечает странное поведение Тигры и вынуждает Тарин отделиться от неё. Он затем находит Синдбада и вырывает его из рук Стража. Однако сознание того находится в похожем на лимбо городе, где он встречает всех своих товарищей, но они не помнят его, даже Джамил. Тарин справляется с спасением его из этой ловушки. Она рассказывает, что Синдбад одновременно и мёртв и жив здесь, и единственный человек, который может здесь находится. Команда находит Джамила и они прячутся вместе, пока Стражи успокоятся. Тарин находит Алену в библиотеке, и та рассказывает, что Синдбад раньше был с Земле Мёртвых, в подростковом возрасте, и что его спас отец. Когда гончие окружают библиотеку, Анвар находит потайной выход. Однако, чтобы команда сбежала, Джамил жертвует собой. Когда команда пирует, вернувшись в мир живых, Анвар беседует с Синдбадом и убеждает его продолжить путь. Синдбад прощается с братом и продолжает путь. В финале зрителю показывается, что Алена одержима некой формой тьмы.     |                                                       |              |                             |                              |                                   |